# 1. SC Feucht

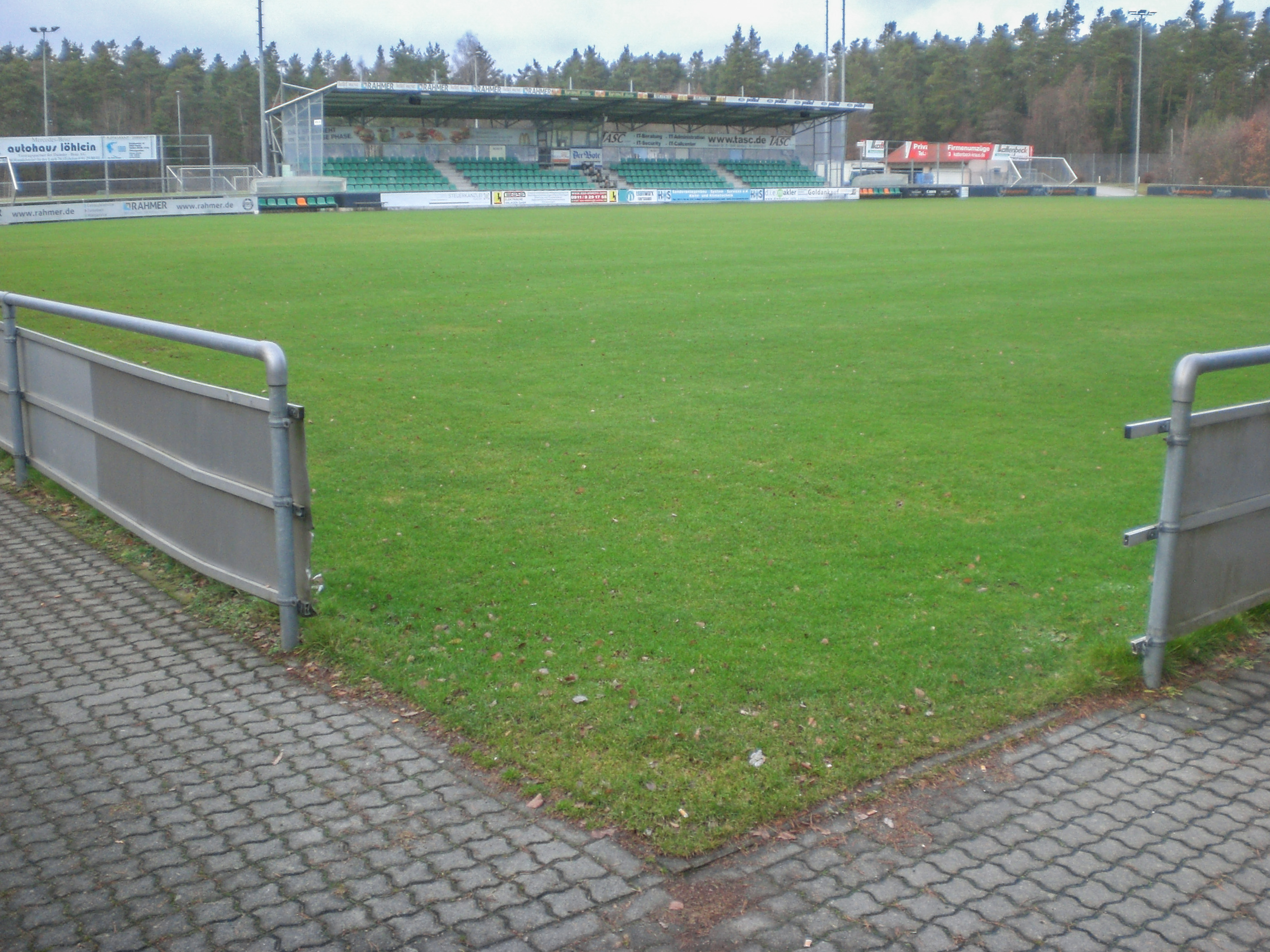
Sportstätte, Feucht Waldstraße

Der 1. SC Feucht ist ein Sportverein aus dem fränkischen Ort Feucht mit Abteilungen für Fußball und Kegeln.

## Geschichte
Der erste Fußballverein in Feucht war 1920 der FC Feucht. Nach zwischenzeitlicher Auflösung wurde 1927 als Nachfolger der 1. SC Feucht gegründet. Er spielte noch 1984 in der A-Klasse, trat erstmals mit dem Aufstieg in die Landesliga 1995 und weiter in die Bayernliga 1997 überregional in Erscheinung, im gleichen Jahr wurde auch das Feuchter Waldstadion eingeweiht, das nach dem Aufstieg in die Regionalliga Süd 2003 noch einige Umbauten erfuhr und heute ca. 3500 Besuchern Platz bietet.
Für die Saison 2005/06 verzichtete der Verein freiwillig auf die Beantragung einer Lizenz für die Regionalliga und zog sich in die Bayernliga zurück. Begründet wurde dieser Schritt mit den hohen Kosten des Spielbetriebs, dem geringen Sponsoreninteresse und dem enttäuschenden Zuschauerzuspruch. Ein im Februar 2005 gestellter Antrag auf vorläufige Eigeninsolvenz konnte nach Abschluss neuer Sponsorenverträge im April zurückgenommen werden.
Danach verschärften sich die Finanzprobleme allerdings wieder, weshalb am 7. März 2007 erneut ein vorläufiger Insolvenzantrag eingereicht werden musste.
Auch sportlich schaffte die stark verjüngte Mannschaft 2007 den Klassenerhalt in der Bayernliga nicht mehr, spielte noch zwei Jahre in der Landesliga Mitte und ist 2009 in die Bezirksoberliga Mittelfranken abgestiegen. Über die Landesliga stieg man 2015 wieder in die Bayernliga auf. 2017 folgte der Abstieg aus der Bayernliga, in die man 2021 zurückkehrte.
In der Saison 2023/24 stieg Feucht erneut aus der Bayernliga ab.

## Persönlichkeiten
- Thomas Adler
- Sercan Güvenışık, u. a. San Jose Earthquakes, SC Paderborn 07 und Preußen Münster, spielte 2004 für Feucht
- Stefan Hampl, u. a. für den SC Freiburg und die Stuttgarter Kickers aktiv
- Roberto Hilbert, u. a. Bayer 04 Leverkusen, spielte bei Feucht zu Beginn seiner Karriere
- Patrick Hobsch, SV Seligenporten, SpVgg Bayreuth, VfB Lübeck, SpVgg Unterhaching. Sohn von Bernd Hobsch
- Alberto Méndez, der zuvor u. a. für den englischen Verein FC Arsenal und die SpVgg Unterhaching aktiv gewesen war, spielte 1996/97 und erneut in der Saison 2004/05 für Feucht
- Andreas Nägelein, spielte 2005 für Feucht, Nationalspieler für Hongkong
- Henry Onwuzuruike, zuvor u. a. SpVgg Greuther Fürth und später u. a. Rot-Weiß Erfurt und SV Darmstadt 98, spielte von 2001 bis 2004 für Feucht
- Peter Perchtold, u. a. VfB Stuttgart, 1.FC Nürnberg, 1.FSV Mainz 05
- Tuukka Salonen, spielte u. a. für die FSV Frankfurt, den Chemnitzer FC und den KFC Uerdingen 05
- Ingo Walther, zuvor u. a. SpVgg Greuther Fürth, spielte dort von 2003 bis 2005
- Tobias Zellner, zuvor u. a. 1. FC Nürnberg und SSV Jahn Regensburg, spielte 2004/05 für Feucht